# Homidiana leachi
Homidiana leachi är en fjärilsart som beskrevs av Jean Baptiste Godart 1819. Homidiana leachi ingår i släktet Homidiana och familjen Sematuridae. Inga underarter finns listade i Catalogue of Life.